# Олд-Форт 217
Олд-Форт 217 (англ. Old Fort 217) — індіанська резервація в Канаді, у провінції Альберта, у межах спеціалізованого муніципалітету Вуд-Баффало.

## Населення
За даними перепису 2016 року, індіанська резервація не мала постійного населення.

## Клімат
Середня річна температура становить -0,9°C, середня максимальна – 21,2°C, а середня мінімальна – -28,5°C. Середня річна кількість опадів – 384 мм.
| Клімат поселення                              | Клімат поселення | Клімат поселення | Клімат поселення | Клімат поселення | Клімат поселення | Клімат поселення | Клімат поселення | Клімат поселення | Клімат поселення | Клімат поселення | Клімат поселення | Клімат поселення | Клімат поселення |
| Показник                                      | Січ.             | Лют.             | Бер.             | Квіт.            | Трав.            | Черв.            | Лип.             | Серп.            | Вер.             | Жовт.            | Лист.            | Груд.            |                  |
| Середній максимум, °C                         | −15,18           | −10,28           | −3,39            | 7,80             | 15,80            | 21,22            | 21,02            | 19,34            | 13,15            | 5,90             | −5,82            | −14,78           |                  |
| Середня температура, °C                       | −21,86           | −16,96           | −10,06           | 1,12             | 9,12             | 14,54            | 16,85            | 15,20            | 9,00             | 1,70             | −10              | −18,95           |                  |
| Середній мінімум, °C                          | −28,52           | −23,62           | −16,74           | −5,54            | 2,47             | 7,88             | 12,69            | 11,00            | 4,80             | −2,43            | −14,19           | −23,13           |                  |
| Норма опадів, мм                              | 20               | 17               | 18               | 18               | 29               | 48               | 66               | 51               | 42               | 31               | 23               | 21               |                  |
| Середньомісячна швидкість вітру, м/с          | 2.30             | 2.45             | 2.80             | 3.10             | 3.20             | 2.90             | 2.70             | 2.70             | 2.80             | 2.90             | 2.60             | 2.30             |                  |
| Середньомісячна сонячна радіація, кДж/м²·день | 1981             | 4916             | 10715            | 17016            | 20909            | 22239            | 20905            | 16479            | 10359            | 5190             | 2240             | 1245             |                  |
| --------------------------------------------- | ---------------- | ---------------- | ---------------- | ---------------- | ---------------- | ---------------- | ---------------- | ---------------- | ---------------- | ---------------- | ---------------- | ---------------- | ---------------- |
| Джерело:                                      |                  |                  |                  |                  |                  |                  |                  |                  |                  |                  |                  |                  |                  |